# Canoa discesa

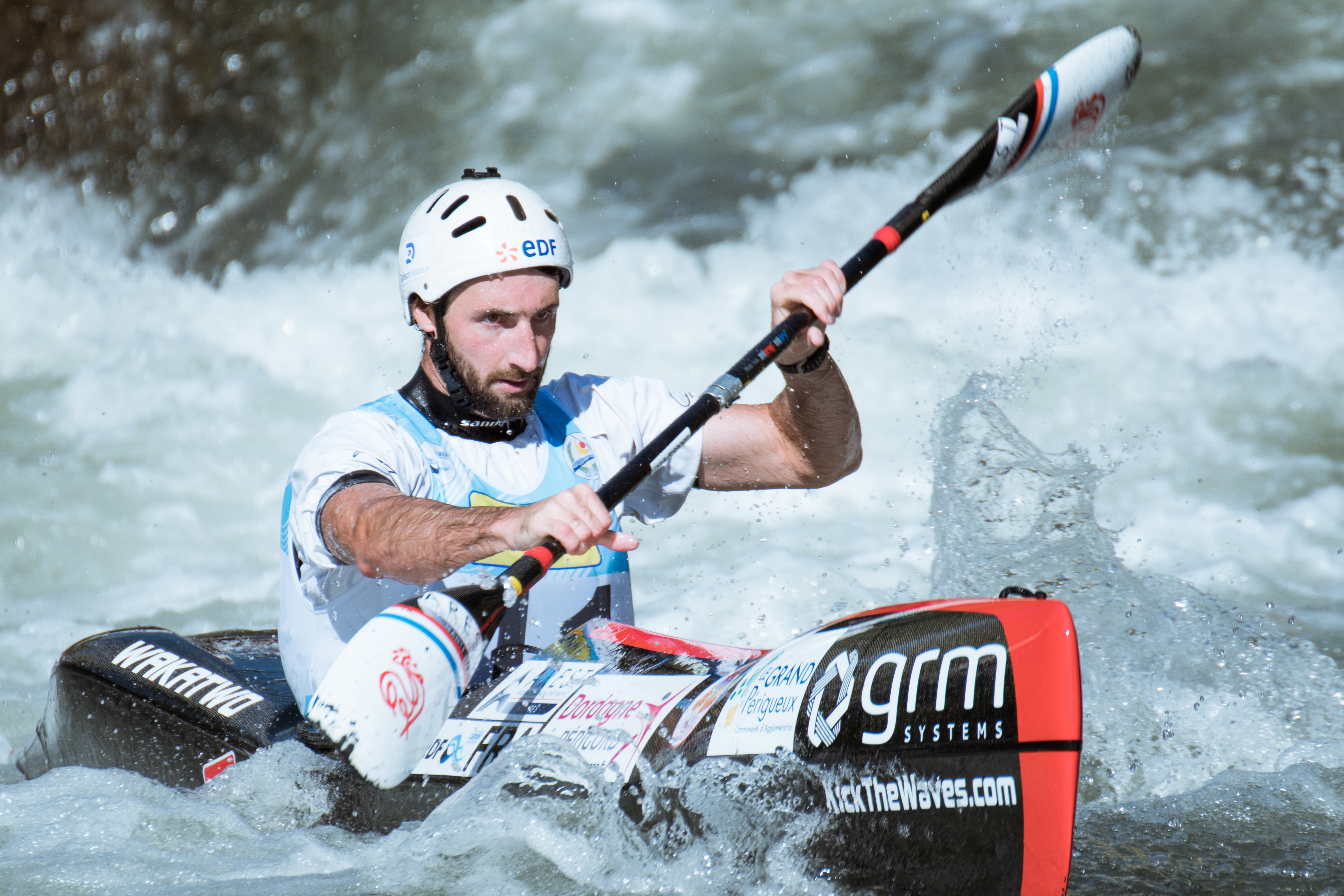
Gara con kayak da discesa

La canoa discesa è una disciplina sportiva che prevede la navigazione di fiumi con una canoa/kayak. I percorsi sono tratti di fiumi con difficoltà variabili dal I grado al VI grado. Tale disciplina viene svolta a livello amatoriale (detto anche turistico) o a livello agonistico.

## Storia
La specialità della canoa da discesa nasce ufficialmente in ambito agonistico nei primi anni settanta quando vengono costruite le prime canoe in vetroresina. Con l'evolversi delle tecniche di costruzione delle canoe questo sport ha trovato sempre più ampia diffusione al di fuor dell'ambito agonistico. Numerosi sono i tratti di fiume esplorati da numerosi canoisti italiani. Proprio la ricchezza di corsi d'acqua adatti a questa disciplina ha fatto nascere ed interessare molte società sportive.
Il fiume più importante in Italia è il Brenta in località Valstagna. Esso ogni anno ospita i campionati nazionali e dispone di una vasta varietà di rapide che oscillano tra il I e il III grado.

## Imbarcazioni

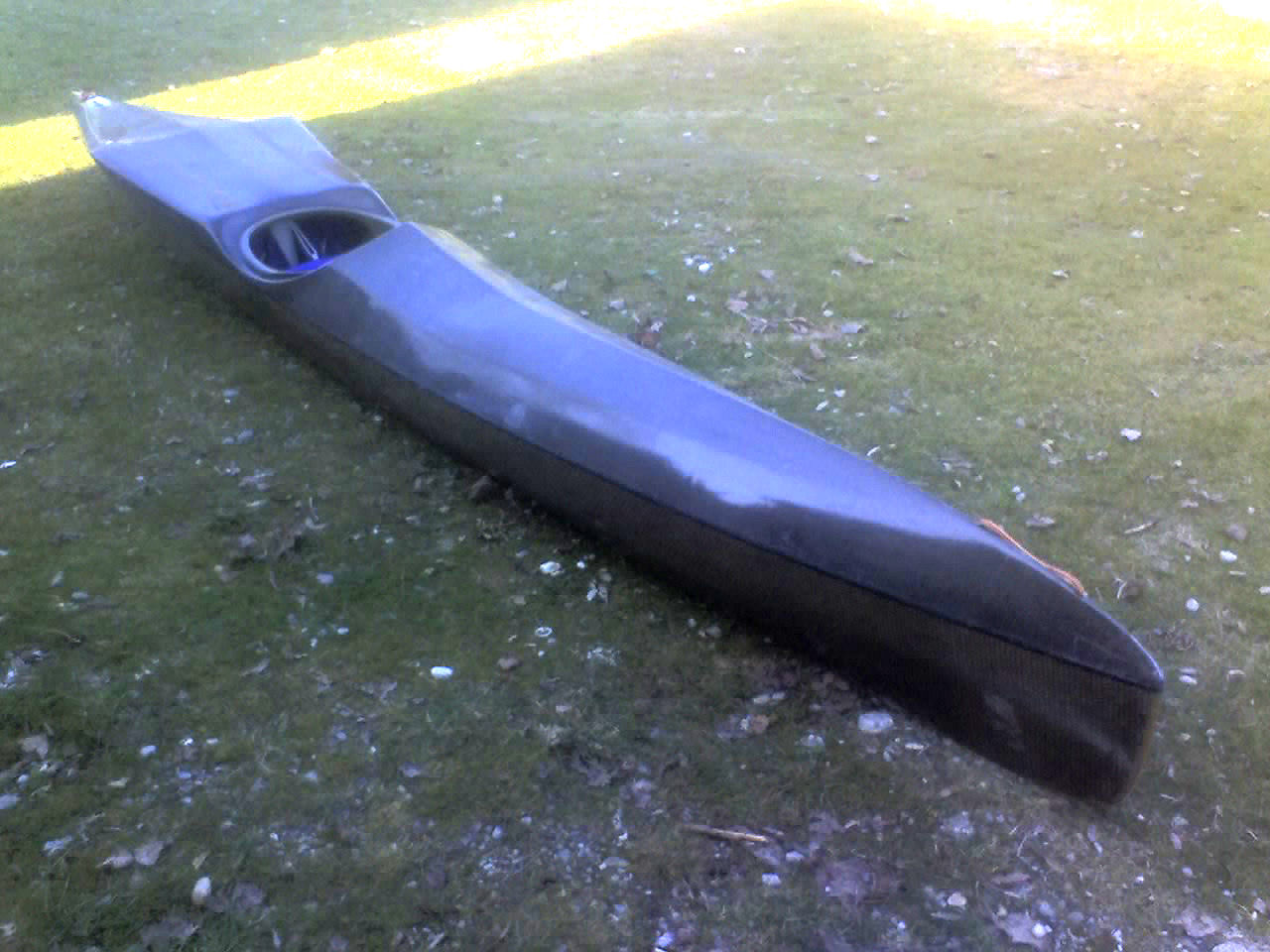
K1 da discesa modello Noce

Le imbarcazioni utilizzate sono sia i kayak che la canoa canadese. Entrambi i tipi possono essere sia monoposto che biposto. Negli ultimi anni Le sigle adottate per queste imbarcazioni sono:
- K1 kayak monoposto
- C1 canadese monoposto
- C2 canadese biposto

Negli ultimi anni anche i materiali si sono evoluti e dal kevlar si è passati progressivamente al carbonio, più resistente agli urti.
Oggi la specialità è divisa in slalom e discesa. La differenza sta nella canoa, ma soprattutto nella discesa del fiume.
La discesa consiste nel acquistare la maggior velocità e scendere il fiume, stando attenti a rapide, buche, sassi, e altre componenti pericolose o d'ostacolo alla discesa del fiume. Inoltre la canoa è alta e robusta per sovrastare le onde e con larghezza molto ristretta. Per avere maggiore stabilità la canoa è dotata di due "alette" nella parte posteriore.
Lo slalom invece consiste nel scendere il fiume attraversando delle porte che possono essere di due colori: le porte verdi vanno superate lungo la direzione di discesa, le porte rosse vanno attraversate controcorrente. Per facilitare le svolte e i passaggi attraverso le porte, la canoa da slalom è più larga e piatta.
Lo slalom è una disciplina olimpica.

## Fiumi percorribili
I fiumi percorribili descritti in questa sezione sono un'indicazione di massima. Dato il continuo modificarsi dei fiumi i dati contenuti nelle descrizioni dei tratti non possono essere dei valori assoluti, ma solo indicativi che devono essere rivalutati da chi decide di navigare su un tratto. Inoltre tenere presente che le difficoltà di un tratto possono essere molto soggettive e variare in base ai seguenti fattori:
- portata d'acqua
- preparazione tecnica
- attrezzatura a disposizione
- condizione fisica e psicologica
- condizioni atmosferiche

## Canoa agonistica
La discesa agonistica rientra tra le discipline gestite dalla Federazione Italiana Canoa Kayak. È una disciplina praticata da uomini (K1, C1, C2) e donne (K1, C1, C2) sia a livello individuale che a squadre (tre imbarcazioni). Essa è suddivisa in due tipi di gare: la classica e la sprint. La differenza è la lunghezza del tratto che si percorre. La classica varia dai 6 ai 25 minuti di gara per un atleta di medio livello. La sprint varia da 1 a 4 minuti. Si parte uno dopo l'altro, con una distanza di 1 minuto dal precedente. Nella specialità discesa esiste una manovra molto complicata chiamata eskimo. Essa è stata inventata dagli Eschimesi e permette tramite un movimento della pagaia di ritornare "in piedi" sulla canoa dopo essersi rovesciati sott'acqua. Ovviamente per eseguirla c'è bisogno del paraspruzzi, una copertura ermetica in neoprene che non fa passare l'acqua, coprendo il pozzetto (il buco da cui si entra nella canoa).